# العلاقات المالديفية الباهاماسية
العلاقات المالديفية الباهاماسية هي العلاقات الثنائية التي تجمع بين المالديف وباهاماس.

## مقارنة بين البلدين
هذه مقارنة عامة ومرجعية للدولتين:
| وجه المقارنة                                              | المالديف       | باهاماس      |
| --------------------------------------------------------- | -------------- | ------------ |
| المساحة (كم2)                                             | 298            | 13.88 ألف    |
| عدد السكان (نسمة)                                         | 436.33 ألف     | 395.36 ألف   |
| الكثافة السكانية (ن./كم²)                                 | 146.42 ألف     | 28.48        |
| العاصمة                                                   | ماليه          | ناساو        |
| اللغة الرسمية                                             | اللغة الديفهي  | لغة إنجليزية |
| العملة                                                    | روفيه مالديفية | دولار بهامي  |
| الناتج المحلي الإجمالي (بليون دولار)                      | 4.60 مليار     | 12.16 مليار  |
| الناتج المحلي الإجمالي (تعادل القوة الشرائية) بليون دولار | 5.23 مليار     | 8.92 مليار   |
| الناتج المحلي الإجمالي الاسمي للفرد دولار أمريكي          | 8.39 ألف       | 22.82 ألف    |
| الناتج المحلي الإجمالي للفرد دولار أمريكي                 | 12.53 ألف      |              |
| مؤشر التنمية البشرية                                      | 0.706          | 0.790        |
| رمز المكالمات الدولي                                      | +960           | +1242        |
| رمز الإنترنت                                              | .mv            | .bs          |
| المنطقة الزمنية                                           | ت ع م+05:00    | 00           |

## منظمات دولية مشتركة
يشترك البلدان في عضوية مجموعة من المنظمات الدولية، منها:
| علم المنظمة | اسم المنظمة                        | تاريخ انضمام المالديف | تاريخ انضمام باهاماس |
| ----------- | ---------------------------------- | --------------------- | -------------------- |
|             | مؤسسة التنمية الدولية              | 13 يناير 1978         | 23 يونيو 2008        |
|             | يونسكو                             | 18 يوليو 1980         | 23 أبريل 1981        |
|             | وكالة ضمان الاستثمار متعدد الأطراف | 19 مايو 2005          | 4 أكتوبر 1994        |
|             | الأمم المتحدة                      | 21 سبتمبر 1965        | 18 سبتمبر 1973       |
|             | دول الكومنولث                      | ?                     | ?                    |
|             | الاتحاد البريدي العالمي            | ?                     | ?                    |
|             | البنك الدولي للإنشاء والتعمير      | 13 يناير 1978         | 21 أغسطس 1973        |
|             | الاتحاد الدولي للاتصالات           | 28 فبراير 1967        | 19 أغسطس 1974        |
|             | منظمة حظر الأسلحة الكيميائية       | ?                     | ?                    |
|             | مؤسسة التمويل الدولية              | 2 فبراير 1983         | 8 ديسمبر 1986        |
|             | تحالف الدول الجزرية الصغيرة        | ?                     | ?                    |
|             | منظمة الشرطة الجنائية الدولية      | ?                     | ?                    |

## وصلات خارجية
- موقع وزارة الخارجية المالديفية